# Spargania engelkei
Spargania engelkei là một loài bướm đêm trong họ Geometridae.